# Застава Уганде
Застава Уганде усвојена 9. октобра 1962. састоји се од шест једнаких хоризонталних трака наизмјенично црне (горе), жуте, црвене, црне, жуте и црвене (доле), а украшена је белим кругом са краљевским ждралом, национални симбол времена енглеске владавине, стоји на једној нози и окренут према јарболу.

## Опис
Боје су оне Народног конгреса Уганде, странке која је водила борбу за независност.  Они такође симболизују афрички народ (црно), сунце (жуто) и братство између Африканаца (црвено са крвљу заједничком за све ове народе).  неопходно]

## Историја
Када је Демократска странка владала земљом, предложен је дизајн заставе.  Имао је окомите пруге зелено-плаво-зелене боје, одвојене ужим жутим пругама, а у средини је имао силуету жуте ждралове.  Након што је странка изгубила на националним изборима 25. априла 1962., новоизабрани Народни конгрес Уганде (УПЦ) одбацио је претходни дизајн и уместо тога предложио садашњи.  Заснована је на застави УПЦ - тробојку са хоризонталним тракама црвене, жуте и црне боје. 
Британска администрација дала је ово одобрење пре независности земље.  Заставу је дизајнирао Ц Тод, професор ликовне уметности на Универзитету Макерере.  Такође је дизајнирао грб Уганде и разне свечане предмете, које је регистровао на Оружничком колеџу у Лондону

## Симболика
Три боје су репрезентативне за етничке групе Африке (црна), афричко сунце (жуто) и афричко братство (црвена је боја крви кроз коју су повезани сви Африканци).  Сива крунисана дизалица позната је по својој благој природи и такође је била војна значка угандских војника током британске владавине.  Подигнута нога ждрала симболизује кретање земље напред.